# Martin Kirketerp
Martin Kirketerp Ibsen (* 13. Juli 1982 in Aarhus) ist ein ehemaliger dänischer Segler.

## Erfolge
Martin Kirketerp nahm an den Olympischen Spielen 2008 mit Jonas Warrer in der 49er Jolle teil und beendete den Wettkampf auf dem ersten Platz vor dem spanischen und dem deutschen Boot. Mit 61 Punkten wurden sie Olympiasieger, mit drei Punkten Vorsprung auf die Spanier. Zwar gewannen sie keines der 13 Rennen der Regatta, beendeten aber acht davon unter den besten vier Booten.